# Рубленая сельдь

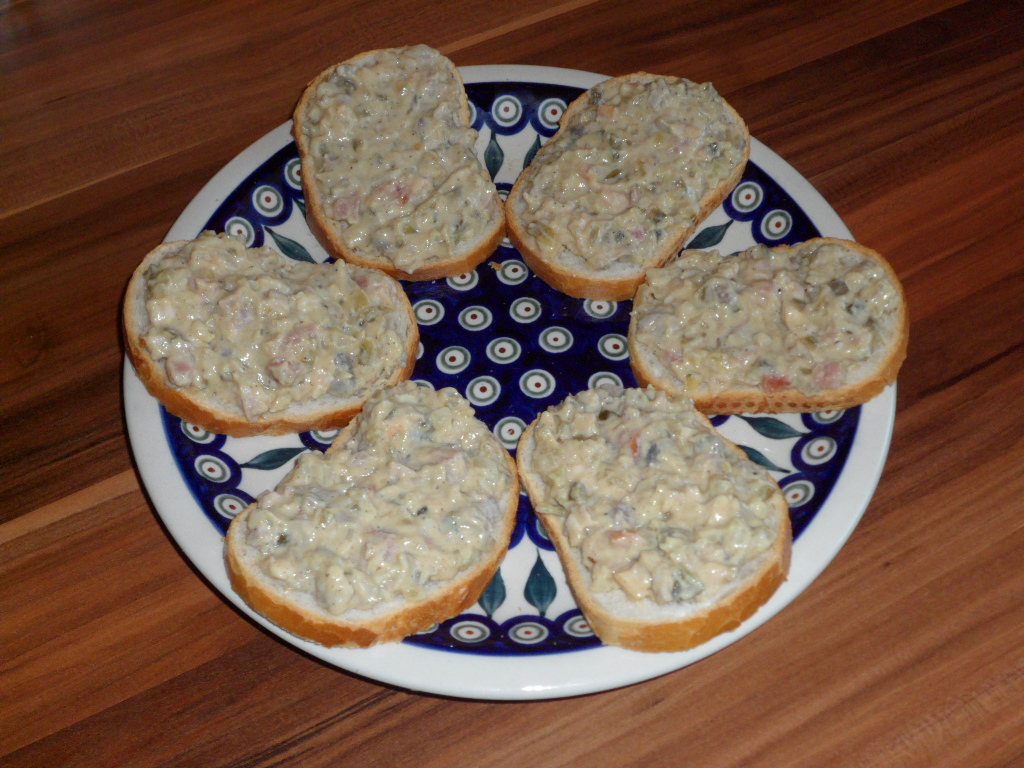
Хекерле по-бреславльски

Ру́бленая сельдь — холодная рыбная закуска русской кухни. Представляет собой бутербродную пасту или паштет из мякоти солёной сельди без кожи и костей с добавлением яблока, сливочного масла, лука и пряностей. В СССР в розничную торговлю поступала рубленая сельдь промышленного производства в качестве рыбного продукта. Измельчённая сельдь присутствует в таких блюдах, как форшмак и тельное.
В дореволюционном рецепте «рубленой селёдки» из книги «Горячие и холодные закуски и холодный буфет» 1915 года Е. В. Спасской очищенную сельдь предлагается предварительно вымочить в молоке, после измельчения смешивать с рублеными каперсами, кислым яблоком, корнишонами и желтком варёного яйца и заправить прованским маслом или густыми сливками. В современном классическом рецепте подготовленные кусочки сельди измельчают ножом или на мясорубке вместе с очищенным от кожицы и семечек яблоком и размоченным и отжатым пшеничным хлебом и пассерованным репчатым луком до образования однородной массы, в которую затем добавляют сливочное масло и уксус. Имеются разнообразные рецепты рубленой сельди с добавлением отварного картофеля, творога, сладкого стручкового перца, грецких орехов. Рубленую сельдь приправляют молотым перцем и уксусом. После тщательного смешивания всех ингредиентов готовую рубленую сельдь выкладывают в селёдочницу в форме целой рыбы, посыпают рублеными крутыми яйцами и зеленью и украшают блюдо кусочками яблока, огурца, помидора и листьев зелёного салата. В некоторых рецептах вместе с сельдью прокручивают вместо пшеничного хлеба отварной холодный картофель, а варёное яйцо примешивают непосредственно в массу вместе со сливочным маслом. На промышленное производство рубленой рыбы обычно поступает сырье с механическими повреждениями. Для очистки от кожи и костей применяется неопресс, для измельчения — волчок с диаметром отверстий решётки не более 2 мм.
Рубленая сельдь под названием «херингсхекерле» (нем. Heringshäckerle) присутствует в региональных кухнях Северной Германии, преимущественно восточнофризской, а также силезской. Считается традиционным блюдом кухни ГДР. Стандартный рецепт включает измельчённые маринованную сельдь, репчатый лук, яблоко, копчёную ветчину, варёное яйцо и маринованные огурцы. Альфонс Шубек предлагает готовить херингсхекерле с обжаренным в растительном масле яблоком и отварным картофелем и приправлять каперсами, горчицей и чёрным перцем. В 2021 году немецкий шеф-повар Андре Домке установил мировой рекорд приготовления херингсхакерле весом 147 кг.